# Sportler
Sportler var i Sverige med början på 1600-talet en avgift som en enskild person betalade direkt till en statlig ämbetsman som handlagt ett ärende. Ämbetsmannens fasta lön var ofta låg eller obefintlig och han var därför beroende av denna förtjänst. Samtidigt inbjöd systemet till korruption. Det avskaffades i långsam takt från mitten av 1800-talet men var inte helt borta förrän på 1960-talet.

## Etymologi och äldre historik
Orden sportel (singular) och sportler (plural) är bildade av latinets sporta, en flätad korg. I en liten flätad korg, en sportula, var det under antiken vanligt att rika romare delade ut mat till sina fattiga klienter. I korgen kunde också ligga penninggåvor till de behövande. I fornkyrkan fick präster ofta sådana korgar. Under senantiken och medeltiden fick sportulae betydelsen avgifter man betalade till domstolarna. Sportelsystemet fanns i Sverige under 1600-talet även om själva termen inte är känd i svenskan förrän 1729.
Sporteln förekom i de tyska områdena under 1400- till 1700-talet som benämning på den avgift domstolspersonal uppbar för intyg som utfärdades. Ett liknande system med beteckningen sportler fanns också i Danmark och Norge men det började att avvecklas på 1800-talet.

## Sverige
I Sverige var det vanligt långt fram på 1800-talet att man måste betala sportler när man var i kontakt med myndigheter. Det gällde ofta avgifter enligt fastställd taxa för skrivna dokument, pengar som ämbetsmännen själv behöll. Länsmän fick provision för utskrivna böter. Posttjänstemän på landsbygden fick ersättning direkt ner i egen ficka för vissa tjänster. Detta var ett avsiktligt och smidigt sätt för staten att komplettera den fasta lön som statsanställda fick. Samtidigt inbjöd systemet till korruption. Statsmakten var medveten om risken och sportlersystemet avskaffades successivt men det dröjde ändå till 1960-talet innan sportlerna var helt borta. Den nutida stämpelskatten vid fastighetsförvärv har sitt ursprung i 1600-talets sportlersystem.

### Några exempel från 1900-talet
- Inom domstolsväsendet uppbar häradshövdingarna avgifter på utfärdade dokument. För dessa sportler skulle de sedan bekosta domsagornas utgifter[7]. Motsvarande gällde häradsskrivarna inom fögderierna[8].
- Inom tullväsendet kunde den tullman som gjorde ett beslag själv behålla två tredjedelar av värdet. 1923 ändrades detta så att beloppet i stället hamnade i Tullverkets smuggelfond. Härifrån kunde tullmännen sedan erhålla individuella belöningar på upp till 800 kr. 1949 upphörde smuggelfonden och tulltjänstemännen fick enbart fast lön.[9]
- På 1950-talet avskaffades sportlerna inom skeppsmätningen.[10]
- Riksheraldikerämbetet bekostades med sportler. Myndigheten – och därmed sportlersystemet – upphörde 1953 och dess uppgifter togs över av Riksarkivet.[11]
- De sista som hade sportler inom den svenska statsförvaltningen var indrivningsmän på landsbygden. De fick två procent av restavgiften vid skatteindrivning. 1961 avskaffades systemet.[12]